# پاوایان
پاوایان (به انگلیسی: Pawayan) یک منطقهٔ مسکونی در هند است که در بخش شاه‌جهان‌پور واقع شده‌است. پاوایان ۲۸٬۶۱۳ نفر جمعیت دارد.